# عبدالباقی نواب
عبدالباقی نواب سیاست‌مدار ایرانی بود، که در  دوره بیستم   بعنوان نماینده اصفهان در مجلس شورای ملی حضور داشت.

## زندگی‌نامه
دکتر عبدالباقی نواب (متولد ۱۲۹۶ ه‍.ش.) خوشنویس و شکسته‌نویس در سده چهاردهم هجری بوده است. 
عبدالباقی نواب از پزشکان صاحب نام و استاد دانشکده پزشکی و رئیس دانشکده ادبیات اصفهان بود. او شاگرد شاگرد ‍سیدعلی‌اکبر گلستانه‍ بود و خط شکسته را به پیروی از گلستانه، استادانه و شیرین می‌نوشت. در اغلب انجمن‌های شعر و ادب شرکت داشت و از مشوقین هنرمندان اصفهان در رشته‌های مختلف بود.